# Betty Zimmerman
Betty Zimmerman (Winnipeg, 19 de diciembre de 1923 - Ottawa, 26 de enero de 2009) fue una periodista y productora canadiense, directora de Radio Canadá Internacional e integrante de la Comisión para el Estudio de los Problemas de la Comunicación (Unesco) que publicó el Informe MacBride. 

## Trayectoria profesional

### CBC/Radio Canada
Zimmerman se incorporó a CBC/Radio-Canada como productora de radio y televisión. Produjo series como Percepción y aprendizaje junto a Robert Wake y Russel Wendt (junio 1961), Condiciones para la vida junto a David Baird (noviembre 1963), o El Observador (1963 - 1966).
En 1969 el director de Radio Canadá Internacional, Charles Delafield, publicó el informe The Future of CBC Shortwave Broadcasting en el que se cuestionaba el rol de la programación de su servicio de onda corta. Unos años más tarde, en 1972, CBC/Radio Canada creó un grupo de trabajo, presidido por Zimmerman, para responder a los planteos de Delafield. Como resultado, el grupo publicó, en mayo de 1973, un informe con 31 recomendaciones.
Durante 1979 Zimmerman se desempeñó como Vicepresidenta en funciones de Relaciones con el Público, período en el cual impulsó la organización de un seminario de mujeres orientado a debatir sobre la reproducción de estereotipos sexistas en la programación y en las relaciones laborales de la emisora. Durante los dos días de seminario formaron a veinte directivos y mandos intermedios en cuestiones de género e invitaron a organizaciones feministas para que trasladaran sus impresiones sobre la programación.
Como directora de Radio Canada Internacional (1979- 1989), Zimmerman fue, junto a Trina McQueen (Directora de programación) y Dodi Robb (Directora regional para las Provincias marítimas de Canadá), de las primeras mujeres en ocupar puestos de alta dirección en CBC/Radio-Canada. Bajo su mandato, Radio Canadá Internacional impulsó un proceso exhaustivo de evaluación interna y extendió su servicio de onda corta hacia Asia y el Pacífico.

### Comisión MacBride (Unesco)
En 1979 la Unesco convocó la creación de la Comisión para el Estudio los Problemas de la Comunicación, conocida popularmente como Comisión MacBride por el apellido de su presidente, Seán MacBride. Inicialmente fueron convocados 16 hombres expertos en comunicación. Zimmerman se integró más tarde en sustitución de Marshall McLuhan, convirtiéndose en la única mujer de la comisión. De los casi cien informes sobre temas específicos que la Comisión solicitó, tan solo uno, a pedido de Zimmerman, indagó sobre el rol de la mujer en los medios de comunicación.

## Premios
En 1981, con motivo de la celebración del 70.º aniversario de Radio Canada Internacional, Zimmerman recibió un premio del Gobernador general de Canadá, Edward Schreyer.